# Сламбер: Лабиринты сна
«Сламбер: Лабиринты сна» (англ. Slumber) — американский хоррор, в США премьера состоялась 1 декабря 2017 года. В России фильм вышел 11 января 2018 года. Главную роль сыграла Мэгги Кью.
На 8 февраля 2018 года кассовые сборы составили 969 708 долларов.

## Сюжет
Элис Арнольдс — доктор, изучающая ночные кошмары, поведение людей во сне и сонный паралич. Она помогает молодой семье избавиться от ужасных кошмаров, с которыми они сталкиваются каждую ночь. Однако, вскоре она понимает, что их проблема связана не столько с медицинской составляющей, сколько с потусторонними силами.

## В ролях
- Мэгги Кью — Элис Арнольдс
- Кристен Буш — Сара Морган
- Сэм Тротон — Чарли Морган
- Лукас Бонд — Дэниел Морган
- Хонор Книфси — Эмили Морган
- Уилл Кемп — Том Арнольдс
- Уильям Хоуп — Малькольм
- Сильвестр Маккой — Амадо
- София Уайзман — Ниам, дочь Элис

## Реакция критиков
Фильм получил низкие оценки как от кинокритиков журналов Variety , The Hollywood Reporter, Los Angeles Times, так и от российского интернет-издания Film.ru.